# Catemaco (kommun)
Catemaco är en kommun i Mexiko.   Den ligger i delstaten Veracruz, i den sydöstra delen av landet, 400 km öster om huvudstaden Mexico City. Antalet invånare är 48 593. Arean är 711 kvadratkilometer.
Terrängen i Catemaco är kuperad söderut, men norrut är den bergig.
Följande samhällen finns i Catemaco:
- Catemaco
- Pozolapan
- Dos Amates
- Coxcoapan
- Olotepec
- Barra de Sontecomapan
- Ahuatepec
- La Margarita
- Ojoxapan
- Perla de San Martín
- Bajos de Mimiahua
- Los Morritos
- Coyame
- El Real
- Tres de Mayo
- Temolapan
- Gustavo Díaz Ordaz
- La Providencia
- Teotepec
- Matalcalcinta
- Dos Arroyos
- El Jobo
- Colonia Paraíso
- Colonia Cerro Canseco
- San Rafael